# Kadaifi

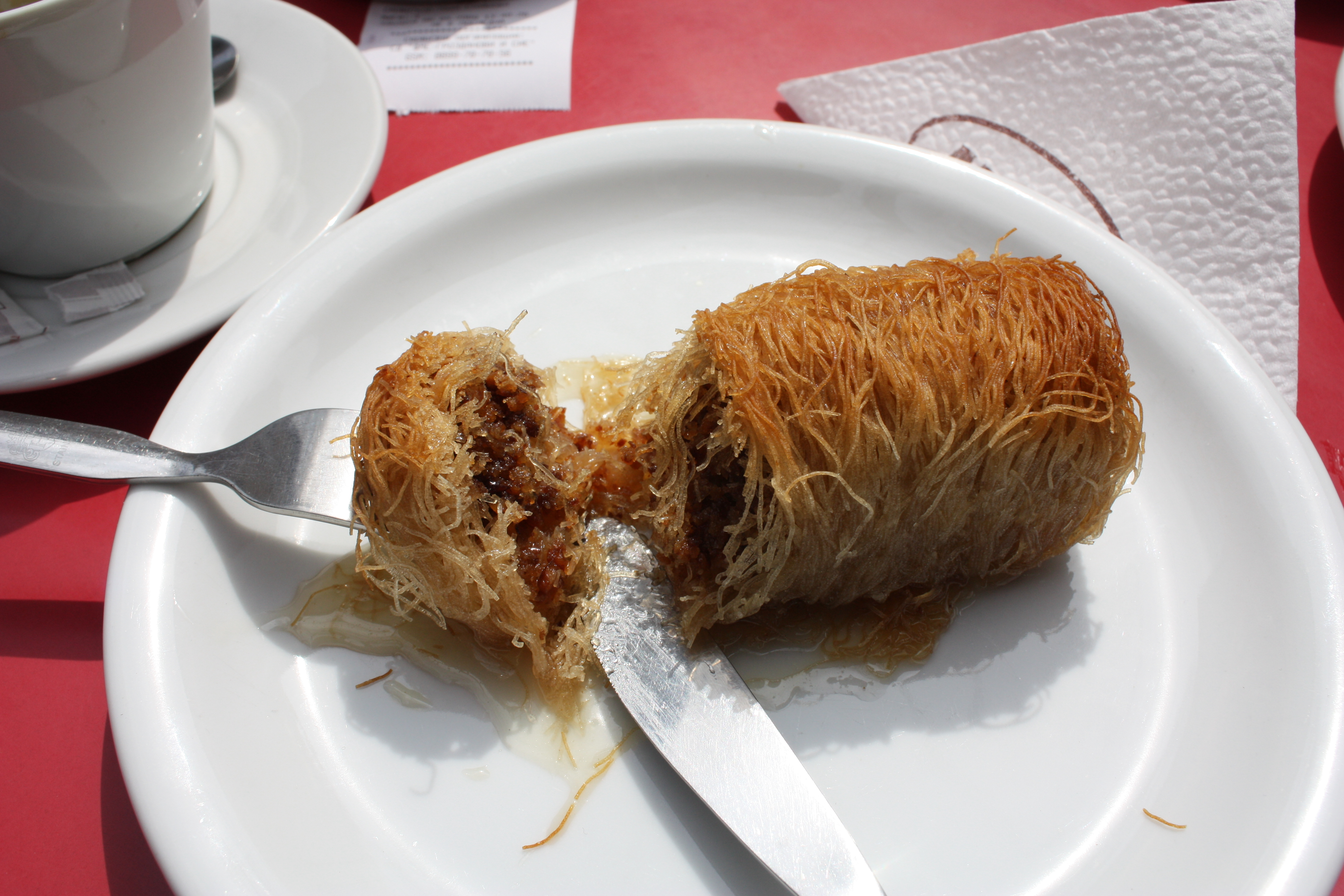
Angeschnittenes Kadaif-Stück

Kadaifi (griechisch κανταΐφι [kadaˈifi], türkisch Kadayıf; bulgarisch/mazedonisch/serbisch кадаиф kadaif; albanisch kadaif/-i; bosnisch/kroatisch kadaif; von arabisch قطائف, DMG qaṭāʾif), auch Engelshaar genannt, ist ein süßes Gebäck aus dem balkanisch-levantinischen Raum.
Kadaifi wird aus feinen Teigfäden mit einer Füllung aus gemahlenen Mandeln oder Walnüssen und Zuckersirup zubereitet. Diese Füllmasse wird mit Zimt und Nelken gewürzt und in die Teigfäden eingewickelt. Nach dem Backen und Abkühlen wird Kadaifi mit einem (Zitronen-)Zuckersirup getränkt. Die süße Speise findet gelegentlich auch in Speiseeis Verwendung (Kadaifi-Eis). In der arabischen Küche wird Kadaifi oft mit Frischkäse gefüllt oder geschichtet (Künefe); die Mandel- oder Nussfüllung entfällt dann. Ohne Füllung wird Kadaifi auch bei der Herstellung von Dubai-Schokolade verwendet.